# Mladecko
Mladecko település Csehországban, a Opavai járásban. Mladecko Litultovice, Jakartovice és Hlavnice településekkel határos. Lakosainak száma 147 fő (2024. január 1.).

## Népesség
A település lakosságának változását az alábbi diagram mutatja:
| Lakosok száma | 352  | 415  | 324  | 263  | 189  | 149  | 152  | 143  | 135  | 147  |
|               | 1869 | 1900 | 1921 | 1961 | 1980 | 2011 | 2016 | 2019 | 2021 | 2024 |